# Jean-Baptiste Le Corgne de Launay
Pour les articles homonymes, voir Le Corgne et Launay.
Jean-Baptiste Le Corgne de Launay, né à Lamballe (Côtes-d'Armor) en 1724 et mort à Paris le 13 avril 1804, est un homme d'Église français, chanoine, professeur en Sorbonne, archidiacre de Paris.

## Biographie
Il est chanoine de Paris, docteur et professeur à la Sorbonne, abbé de Saint-Pierre de Vierzon, et plusieurs fois député aux assemblées du clergé. En 1761, il est nommé archidiacre de Paris par Christophe de Beaumont, lui-même archevêque de Paris exilé par Louis XV à cause de son implication dans la querelle janséniste.
Le Corgne de Launay a notamment exposé et défendu les théories de son professeur de physique et de mathématiques, Joseph Privat de Molières, dont il a également publié une dissertation posthume. Certains ouvrages qui lui sont parfois attribués sont de l'abbé Pierre Corgne, chanoine de Soissons.

## Publications
- Réponse aux principales objections contenues dans l'examen des « Leçons de physique » de M. l'abbé de Molières, en forme de lettres à M. Sigorgne, 1741
- Principes du système des petits tourbillons, mis à la portée de tout le monde et appliqués aux phénomènes les plus généraux, ouvrage auquel on a ajouté une Dissertation posthume de M. l'abbé de Molières sur l'existence de la force centrale dans un tourbillon sphérique, 1743.

## Source
- « Jean-Baptiste Le Corgne de Launay », dans Louis-Gabriel Michaud, Biographie universelle ancienne et moderne : histoire par ordre alphabétique de la vie publique et privée de tous les hommes avec la collaboration de plus de 300 savants et littérateurs français ou étrangers, 2e édition, 1843-1865 [détail de l’édition]